# Jaya Loka
Jaya Loka is een bestuurslaag in het regentschap Empat Lawang van de provincie Zuid-Sumatra, Indonesië. Jaya Loka telt 6211 inwoners (volkstelling 2010).